# ロンドンの煙
『ロンドンの煙』（Fumo Di Londra）は、1966年のイタリア映画である。日本未公開。

## 概要
イタリアのコメディアン、アルベルト・ソルディが主演のみならず、監督、脚本もこなした初の自作自演作品であり、 英国かぶれのイタリア男が黒の山高帽とステッキという英国紳士の出立ちでスウィンキング・ロンドン真っただ中のロンドンに行って起こす騒動を描いたコメディー。
映画そのものは日本では劇場未公開ではあるが、この作品のサントラはピエロ・ピッチオーニによる『ミスター・ダンテ・フォンタナ』が90年代の後半に一部のクラブで取り上げられた。

## 内容
ダンテ・フォンタナ（ソルディ）は英国かぶれの我こそは英国紳士と思っている男。そこでダンテは紳士の本場英国に乗り込もうとロンドンに行くが、そこはスウィッキングロンドン真っただ中であり、若者文化が幅を利かせていた。ダンテは本場の紳士になろうとするが……。

## スタッフ
- 監督・脚本：アルベルト・ソルディ
- 脚本：セルジオ・アミディ
- 撮影：ベニート・フラッタリ
- 音楽：ピエロ・ピッチオーニ

## キャスト
- アルベルト・ソルディ：ダンテ・フォンタナ
- フィオナ・ルイス：エリザベス
- クララ・バンディ
- マイケル・トラブショー
- マッシモ・フィオッチ